# Viens l'oublier
Viens l'oublier is een nummer van Jean Vallée. Het was tevens het nummer waarmee hij België vertegenwoordigde op het Eurovisiesongfestival 1970 in de Nederlandse hoofdstad Amsterdam. Daar werd hij uiteindelijk gedeeld achtste, met vijf punten. Vallée zou acht jaar later nogmaals voor België naar het Eurovisiesongfestival gaan. Daar zou hij knap tweede eindigen met zijn nummer L'amour ça fait chanter la vie.

## Resultaat
| Plaats | Land        | Artiest            | Lied                    | Punten |
| ------ | ----------- | ------------------ | ----------------------- | ------ |
| 7      | Nederland   | Hearts of Soul     | Waterman                | 7      |
| 8      | België      | Jean Vallée        | Viens l'oublier         | 5      |
| 8      | Italië      | Gianni Morandi     | Occhi di ragazza        | 5      |
| 8      | Monaco      | Dominique Dussault | Marlène                 | 5      |
| 11     | Joegoslavië | Eva Srsen          | Pridi, dala ti bom cvet | 4      |